# Поленшак
Поленшак (словен. Polenšak) — поселення в общині Дорнава, Подравський регіон‎, Словенія.